# Pedro Páramo (pel·lícula de 1967)
Pedro Páramo és una pel·lícula mexicana de drama i fantasia dirigida per Carlos Velo, basada en el llibre homònim, Pedro Páramo de Juan Rulfo, amb un guió adaptat per Carlos Fuentes, Carlos Velo i Manuel Barbachano Ponce. Fou presentada al 20è Festival Internacional de Cinema de Canes de 1967.

## Argument
La pel·lícula es desenvolupa en dues històries paral·leles en dues èpoques diferents: la història de Juan Preciado, que viatja a Comala en cerca del seu pare, Pedro Páramo, per petició de la seva mare just abans de morir a exigir el que li corresponia; i la història de Pedro Páramo, que després de la mort del seu pare es va casar amb Dolores (la mare de Juan Preciado) per conveniència i la seva vida fins a la seva mort.
Juan Preciado està en el llit de mort de la seva mare i ella li diu que ha d'anar a Comala, a la recerca del seu pare, perquè li donés el que mai els va donar i sempre els va correspondre. Després de la mort de la seva mare, es dirigeix cap a Comala. La seva mare sempre li va descriure Comala com un poble bell, però quan s'anava acostant només veia un lloc desert i sense vida. En el camí es troba a un pagès anomenat Abundio Martínez, qui el porta a la fonda de Eduviges Dyada, mateixa que ja l'esperava. Parlant amb Eduviges ella li diu que el Abundio que ell va conèixer no havia de ser el mateix que ella havia conegut, perquè Abundio feia molt de temps que estava mort.

## Repartiment
- John Gavin - Pedro Páramo
- Ignacio López Tarso - Fulgor Sedano
- Pilar Pellicer - Susana San Juan
- Carlos Fernández - Juan Preciado
- Julissa - Ana Rentería
- Graciela Doring - Damiana Cisneros
- Augusto Benedico -Padre Rentería
- Beatriz Sheridan - Eduviges Diada
- Claudia Millán - Dolores Preciado
- Rosa Furman - Dorotea la Cuarraca
- Joaquín Martínez - Abundio Martínez
- Jorge Russek - El Tilcuate
- Eric del Castillo - Perseverancio
- Amparo Villegas - Madre Villa
- Graciela Lara
- Alfonso Arau - Saltaperico

## Crítiques
Les expectatives sobre la pel·lícula eren molt altes, va rebre ajuda del govern i persones en el mitjà creien que l'arribada al cinema de tal obra literària era un encert. Però els crítics, directors, actors de la mateixa pel·lícula i fins i tot el director van dir sentir-se decebuts amb el resultat final. Van ser molts els contratemps que van comportar a aquest resultat però va ser principalment l'adaptació del guió. En paraules de Carlos Velo:
| «             | La maleïda circumstància de ser la meva primera pel·lícula professional em va fer cometre l'error d'acceptar tot això. Així que la culpa és meva per fer acceptat aquestes idees i aquests amables suggeriments que van fer un híbrid i fred el film, quan comptava amb un guió magnífic, i actors estupends, plens d'entusiasme; no obstant això tot va ser sotmès a un tracte de producció, a un nivell de mediocritat industrial odiós. | » |
| — Carlos Velo | |   |

Ignacio López Tarso, va dir sobre la pel·lícula, una vegada acabada:
| «                     | Aquesta és una pel·lícula que ho va tenir tot per a ser bona, però que no va sortir. Llàstima perquè va costar molt i perquè Barbachano i Velo li van dedicar molt de temps i esforç. Quan vaig llegir l'adaptació em va semblar que sí que aconseguia aquest misteri de Rulfo, aquest ambient fantasmal; després, Velo em va convidar moltes vegades a enraonar amb ell a la seva oficina que era sorprenent, semblava un museu dedicat enterament a Pedro Páramo: tenia una documentació enorme, fotografies de l'època, del vestuari, de la mena de barrets que s'usaven, sobre la vida en el camp, les hisendes, els mobles. Li volia donar una idea molt precisa perquè sabessis on anava a caminar i com havia de ser cada personatge; el meu seria el Fulgor Sedano, la mà armada de Páramo, que era bonic, complex, tenia d'on agafar-te i treure-li bon partit. Tot era luxós i en abundància; per al meu personatge, que segons jo no tenia per què caminar estrenant a cada estona, van fer una quantitat de vestits de charro elegantíssims, amb botonadures precioses, barrets galoneados i botins a l'engròs. Bé, doncs a l'hora de l'hora, tot l'apilament de material, la documentació de Vel i aquest malbaratament de recursos, van servir de poc. El primer error greu: el repartiment secundari estava molt bé, però per al Pedro Páramo, contracten a John Gavin, un actor gringo de segona, que es veuria molt bonic disfressat de charro, però que mai va poder amb el personatge... Ell estava llavors en una sèrie de televisió als Estats Units en la qual sortia de marineret, i d'assegurança van pensar que això li obriria a la pel·lícula el mercat internacional, però no va anar així. D'altra banda, Vel, potser aclaparat pel paquetot que tenia damunt, com a director es va tornar molt indecís, dubtava moltes vegades i quan et demanava alguna cosa ho feia sense convicció. No obstant això, la pel·lícula, que tenia això sí, una aparença preciosa, va anar a Canes; ho passem de meravella, però la projecció va ser horrible. El públic sortia en grans onades i si no hagués estat perquè estàvem molt a la vista, crec que tots els de la delegació ens haguéssim anat a l'hotel a plorar. | » |
| — Ignacio López Tarso | |   |